# شهرستان باو
شهرستان باو (به عربی: محلیة باو) یک منطقهٔ مسکونی در سودان است که در نیل آبی واقع شده‌است.